# タイエ・タイウォ
タイエ・イスマイラ・タイウォ（Taye Ismaila Taïwo, 1985年4月16日 - ）は、ナイジェリア・ラゴス出身の元サッカー選手。元ナイジェリア代表。現役時代のポジションは、DF（左サイドバック）。

## 経歴

### クラブ
2005年1月10日にフランスのオリンピック・マルセイユに加入すると元日本代表監督であるフィリップ・トルシエ監督の下、名手ビセンテ・リザラズが抜けた左サイドバックを日本代表の中田浩二と争った。2006年にはアフリカ・ヤングプレーヤー・オブ・ザ・イヤーを獲得した。左サイドバックのレギュラーとして、2007-08・2008-09・2010-11シーズンの3度に渡りってリーグベストイレブンに選出された。
2011年6月1日にイタリアのACミランへの移籍が発表された。左サイドバックの定位置を確保するものと思われていたが、8月21日に行われたユヴェントスとの親善試合で足首を負傷し全治1カ月と診断された。復帰後も戦術理解能力の低さから先発に定着できず、2012年1月24日にイングランドのQPRへ半年間のレンタル移籍が決定。
2013年7月、ブルサスポルへ完全移籍。契約期間は3年。
2015年8月23日、HJKヘルシンキに移籍した。
2017年1月30日、FCローザンヌ・スポルトに移籍した。
2017年8月9日、AFCエシルストゥーナに移籍した。
2018年3月7日、ロヴァニエメン・パロセウラに移籍した。
2020年7月3日、ドクサ・カトコピアスFCに移籍した。

### 代表
オランダで開催された2005 FIFAワールドユース選手権に出場し2得点を挙げ、準優勝に貢献。大会3番目のプレーヤーとして、ブロンズボール賞を受賞した。2010 FIFAワールドカップ南アフリカ大会の代表にも選出されている。
ナイジェリア代表としては2004年11月17日の南アフリカ戦でデビュー。アフリカネイションズカップ2006のガーナ戦では決勝点となる代表初得点を挙げた。2008年、2010年のアフリカネイションズカップにも出場した。
北京オリンピック出場はマルセイユの要請を考慮し辞退した。
2010 FIFAワールドカップのメンバーにも選ばれ、アルゼンチン戦とギリシャ戦に先発出場した。

## 代表歴

### 出場大会
- ナイジェリア代表
  - 2010 FIFAワールドカップ

### 試合数
- 国際Aマッチ 55試合 5得点（2004年-2012年）[3]

| ナイジェリア代表 | 国際Aマッチ | 国際Aマッチ |
| 年               | 出場        | 得点        |
| ---------------- | ----------- | ----------- |
| 2004             | 1           | 0           |
| 2005             | 3           | 0           |
| 2006             | 8           | 1           |
| 2007             | 9           | 3           |
| 2008             | 12          | 0           |
| 2009             | 4           | 0           |
| 2010             | 8           | 0           |
| 2011             | 9           | 1           |
| 2012             | 1           | 0           |
| 通算             | 55          | 5           |

## 獲得タイトル

### クラブ
マルセイユ
- UEFAインタートトカップ : 2005
- リーグ・アン : 2009-10
- クープ・ドゥ・ラ・リーグ : 2010, 2011
- トロフェ・デ・シャンピオン : 2010

ミラン
- スーペルコッパ・イタリアーナ：2011

### 個人
- 2005 FIFAワールドユース選手権ブロンズボール賞
- CAFアフリカ年間最優秀若手選手 : 2006
- リーグ・アン年間ベストイレブン : 2007-08, 2008-09, 2010-11